# 934 Тирингија
934 Тирингија (енгл. 934 Thuringia) је астероид главног астероидног појаса са пречником од приближно 53,35 .
Афел астероида је на удаљености од 3,348 астрономских јединица (АЈ) од Сунца, а перихел на 2,148 АЈ.
Ексцентрицитет орбите износи 0,218, инклинација (нагиб) орбите у односу на раван еклиптике 14,069 степени, а орбитални период износи 1664,214 дана (4,556 године).
Апсолутна магнитуда астероида је 10,30 а геометријски албедо 0,047.
Астероид је откривен 15. августа 1920. године.